# Friedrich Wilhelm Singer
Friedrich Wilhelm Singer (* 18. Juni 1918 in Arzberg (Oberfranken); † 15. September 2003 in Weiden i.d.OPf.) war praktischer Arzt, Heimatforscher und Volkskundler der Fichtelgebirgsregion.

## Leben
Nach dem Abitur am Jean-Paul-Gymnasium in Hof begann er 1939 das Studium der Medizin an der Universität Wien, das er 1943 mit der Promotion an der Karls-Universität Prag abschloss.  Während der Famulatur am Stadtkrankenhaus in Eger widmete er sich der Geschichte des dortigen Gesundheitswesens. Als Ergebnis seiner Forschungen veröffentlichte er 1948 sein erstes grundlegendes geschichtliches Werk: Das Gesundheitswesen in Alt-Eger – Medizingeschichtliche Leistungen einer Freien Reichsstadt. Von 1945 bis 1950 war Singer Assistenzarzt am Krankenhaus Marktredwitz, dann ließ er sich als Praktischer Arzt in seiner Heimatstadt Arzberg nieder, wo er mehr als dreißig Jahre praktizierte.

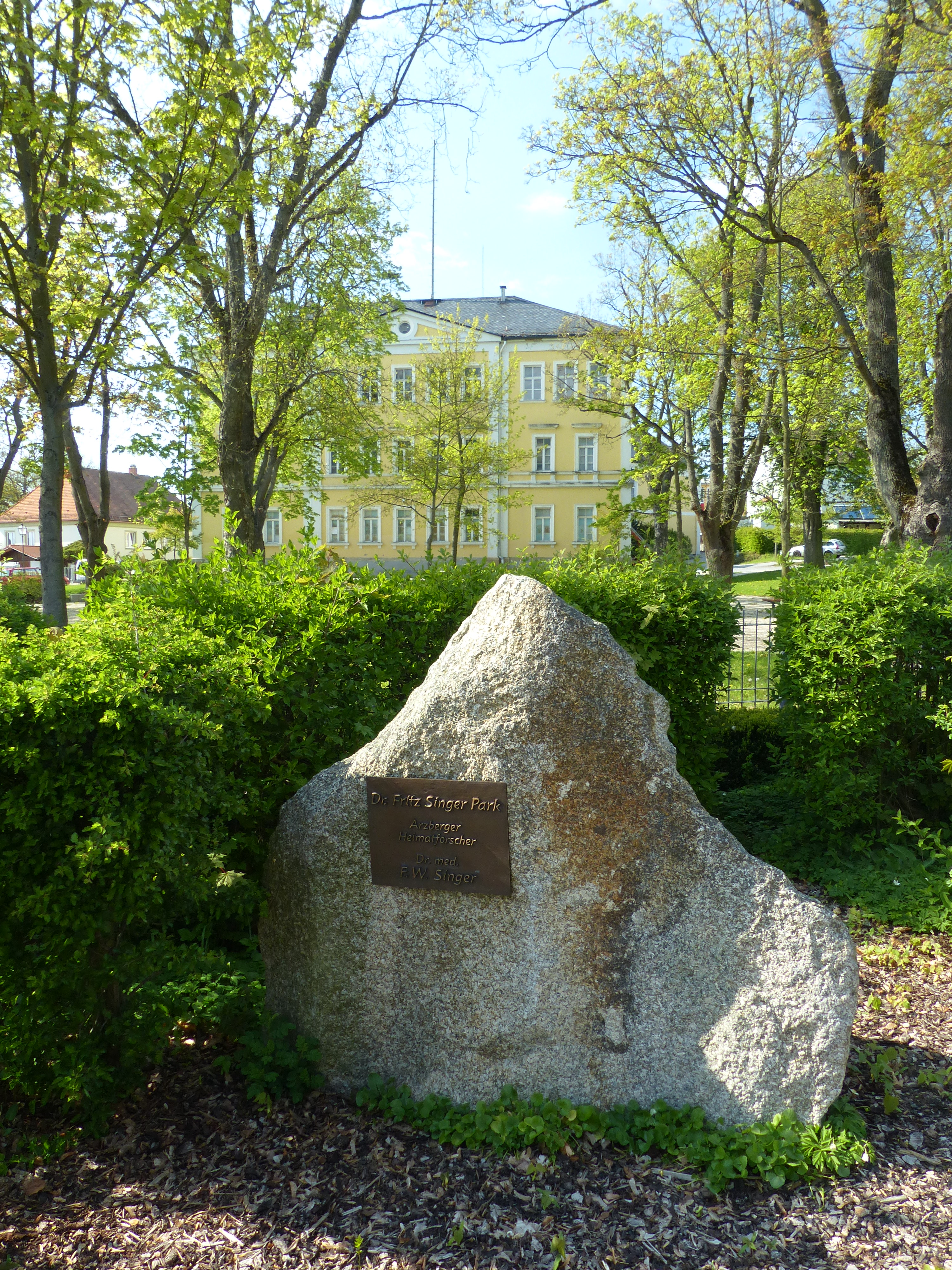
Gedenkstein in Arzberg vor dem nach Singer benannten Park

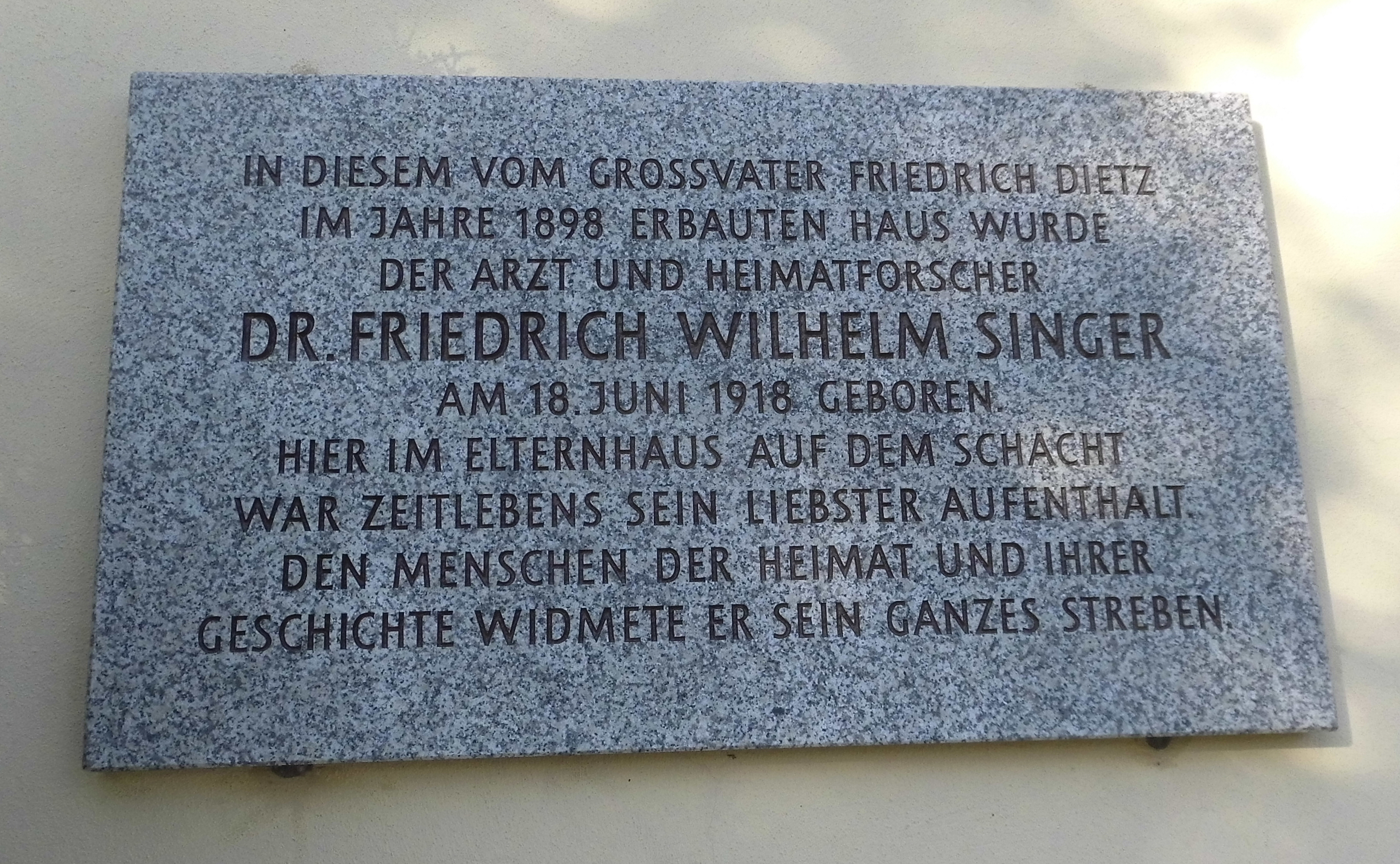
Gedenktafel für F. W. Singer an seinem Geburtshaus am Schacht bei Arzberg.

Neben der Ausübung seines Berufes betätigte sich Singer  als Heimatforscher, Volkskundler, Vor- und Frühgeschichtsforscher, Sprachforscher, Archivar und Herausgeber heimatkundlicher Schriften. Allein die 1950 von ihm zusammen mit der Lokalzeitung, den Sechsämter Neuesten Nachrichten gegründete Zeitungsbeilage Sechsämterland brachte es bis zur letzten Nummer der Reihe, die am 10. März 1990 erschien, auf 1420 fortlaufend nummerierte Seiten mit mehr als 600 Beiträgen aus seiner Feder. Daneben lieferte er zahlreiche Monographien und eine große Zahl von Beiträgen in den verschiedenen Periodika wie dem Archiv für Geschichte von Oberfranken, dem Siebenstern, der Kulturwarte, der Oberpfälzer Heimat und dem Heimatkalender für Fichtelgebirge, Frankenwald und Vogtland.
Singer starb 2003. Bis zuletzt arbeitete er an der Edition der Vogtsrechnung des Amtes Hohenberg-Wunsiedel von 1421/22. Die ersten Exemplare  wurden bei seiner Beerdigung verkauft.

## Werke (Auswahl)
- Das Gesundheitswesen in Alt-Eger – Medizingeschichtliche Leistungen einer Freien Reichsstadt, Marktredwitz 1948
- Das Altstraßenstück Gefrees-Eger, in: Archiv für Geschichte von Oberfranken (ArchGOfrk) 43, 1963, S. 77–117
- Arzberger Wörterböichl, 1. Aufl., Arzberg 1970/71
- Die Wüstung „Forchheim“ im Kohlwald bei Arzberg (Oberfranken), in: ArchGOfrk 51, 1971, S. 5–37
- Der Brunnenwastl erzählt –  Aus dem Leben der Gemeinde Schlottenhof, Schlottenhof 1973
- Arzberger Bilderbuch, Arzberg 1974
- Zur Baugeschichte und Einrichtung der alten Arzberger Kirche, Arzberg 1979
- Sechsämterischer Kloaida-Schrank, Arzberg 1979
- Heimat an der Hohen Warte – Geschichte der bayerischen Landgemeinde Thiersheim, Thiersheim 1982
- Totenbrauchtum im Sechsämterland, Arzberg 1982
- mit Georg Pöhlein: Fichtelgebirge : das granitene Hufeisen. Oberfränkische Verlagsanstalt, Hof 1983, ISBN 3-921615-54-2
- Bildnotizen zur Volkskunde des Fichtelgebirges, Arzberg 1985
- Grenzen und Verfassung des Markgräflich-Brandenburgischen Richteramtes Hohenberg, Die Freistatt Bd. I, Hohenberg/Eger 1985
- Aus Stadt und Gericht Arzberg, Die Freistatt Bd. III, Hohenberg/Eger 1986
- Das Landbuch der Sechsämter von 1499, Wunsiedel 1987
- Hochzeit im Sechsämterland – Eine Studie zur Volkskunde im Fichtelgebirge, Arzberg/Hohenberg a. d. E. 1988
- Egerland-Sechsämterland – Bemerkungen zur Geschichte einer deutsch-deutschen Grenze, Die Freistatt Bd. VI, Hohenberg/Eger 1988
- Die Jahresbilanz 1626 der Domäne Hohenberg an der Eger, in: ArchGOfrk 68, 1988, S. 149–170
- Geburt und Taufe im Sechsämterland, Hof/Saale 1992
- Das Leben vor dem Orthaus Hohenberg im 16. Jahrhundert, Die Freistatt Bd. IX, Hohenberg/Eger 1992 (Mitautorin Elisabeth Jäger)
- Aus dem Schacht der Heimat- und Volkskunde, Die Freistatt Bd. XIII, Hohenberg/Eger 1993
- Arzberger Wörterböichl – Ein Sechsämterischer Sprachführer, 2. vermehrte Auflage, Arzberg/Hohenberg a. d. E. 1994
- Das Nothaftische Lehensbuch von 1360, Arzberg/Hohenberg a. d. E. 1996
- Alte Armut im Sechsämterland, Arzberg 1997
- Die Ärzte Christian und Dr. August Tuppert in Wunsiedel – Medizingeschichtliche Aufschlüsse aus Praxistagebüchern (1842–1866) und         autobiographischen Notizen In: AGOFr 78, 1998, S. 327–376
- Alexander von Humboldt und das Bergstädtlein Arzberg, Arzberg 1999 (Mitautoren: Erwin Weiss, Wilhelm Kießling, Franz Jahnel)
- Die Vogtsrechnung des burggraeflich-nürnbergischen und markgräflich-brandenburgischen Amtes Hohenberg-Wunsiedel von 1421/22: Organisation und Funktion einer staatlichen Behörde im späten Mittelalter. Die Freistadt Bd. XVIII, Hohenberg/Eger 2003

## Ehrungen
Für seine breitgefächerte Tätigkeit wurde Singer mit einer Reihe von Ehrungen bedacht. 1965 wählte ihn die Gesellschaft für fränkische Geschichte zu ihrem Mitglied. 1975 folgte die Ernennung zum Ehrenmitglied des Historischen Vereins für Oberfranken. 1982 erhielt Singer die Medaille Für vorbildliche Heimatpflege des Bayerischen Landesvereins für Heimatpflege. 1988 wurde er mit dem Kulturpreis des Fichtelgebirgsvereins geehrt.